# Djibril André Diop
Pour les articles homonymes, voir Diop.
Djibril André Diop, né à Saint-Louis (Sénégal) en 1953, est un artiste plasticien sénégalais contemporain qui s'est fait connaître par ses sculptures métalliques. On peut le rattacher à la deuxième génération de l'« École de Dakar ».

## Sélection de sculptures métalliques
- La famille (wa keur gui), 1990
- Cosmos, 1992
- Le danseur, 2002
- Instrument à cordes, 2003
- La guitare, 2004
- La fille masquée, 2004
- Le xylophone, 2004
- Le masque soleil, 2004
- L'instrument de l'Afrique, 2004
- Hommage aux cordes, 2004

## Distinctions
En 2011, Djibril André Diop reçoit le Prix spécial du Président de la République.